# Austroterobia maldica
Austroterobia maldica är en stekelart som beskrevs av T.C. Narendran 2000. Austroterobia maldica ingår i släktet Austroterobia och familjen puppglanssteklar. Inga underarter finns listade.